# Реакција Румуније на самопроглашење независности Косова
Самопроглашење независности Косова од Србије усвојено је 17. фебруара 2008. године једногласно у Скупштини Косова.  Свих 11 представника српске мањине бојкотовало је поступак.  Међународне реакције су биле помешане, а глобална заједница и даље је подељена по питању међународног признања Косова. Румунија је углавном одбијала сваки покушај или предлог о признавању независности Косова.

## Историја
Дана 18. фебруара 2008. на заједничкој седници Парламента Румуније изгласано је непризнавање независности Косова са 357 против 27, уз подршку свих странака осим Демократске уније Мађара у Румунији (УДМР). Штавише, председник Трајан Басеску и премијер Келин Попеску-Таричеану противили су се признавању.  
Румунски министар спољних послова Кристијан Дијаконеску је у фебруару 2009. рекао да „Румунија не мења свој став и да неће признати независност Косова, што је у супротности са нормама и принципима међународног права“ и да је резолуција Европског парламента (ЕП) о Косову није обавезујућа.   У септембру 2009. године, председник Басеску је најавио да ће Румунија бити партнер Србији у њеној тужби пред Међународним судом правде (ИЦЈ) и рекао да су „територијалне поделе неприхватљиве, без обзира на то каква се објашњења изнесу у прилог томе“. 
Дана 24. септембра 2010. године, румунски премијер Емил Бок рекао је у обраћању Генералној скупштини Уједињених нација (УНГА) да, иако је Румунија поштовала мишљење МСП о легалности независности Косова, није испитала кључно питање, а то је законитост стварање нове државе. Он је такође рекао да ће Румунија наставити да не признаје независност Косова. 
У марту 2012, већина румунских посланика ЕП, укључујући Елену Басеску (ћерка председника Басескуа), гласала је за резолуцију којом се позивају земље Европске уније (ЕУ) које нису признале Косово да то учине.  У априлу 2012, Дијаконеску је рекао „што се нас тиче, јасно смо изнели наш приступ, који се није променио: Румунија неће признати ову покрајину јер не испуњава све услове међународног закона да би функционисала као држава. Међутим, свакако, ситуација се мора анализирати посебно кроз перспективу односа који ће Београд успоставити са овом покрајином.“ 
У априлу 2013. године, након резолуције ЕП која је позвала све државе чланице ЕУ које нису признале Косово да то учине поново, премијер Румуније Виктор Понта изјавио је да његова земља мора да следи вођство ЕУ.   У мају 2015. године Понта је изјавио да је „Румунија 2008. одлучила да не призна Косово. Међутим, ствари су се од тада промениле. Владе су се промениле и могла би да се донесе нека нова одлука о признању Косова, јер се на Косову много тога променило од 2008. године“. 
Речено је да Румунија није признала Косово због страха од отцепљења Земље Секеља, региона у Румунији у којем живе етнички Мађари, и због непризнате државе Придњестровље и добрих односа Румуније са Србијом. 